# Coleophora wolschrijni
Coleophora wolschrijni is een vlinder uit de familie kokermotten (Coleophoridae). De wetenschappelijke naam is voor het eerst geldig gepubliceerd in 2000 door Baldizzone & v.d.Wolf.
De soort komt voor in Europa.